# Miss Macedonia

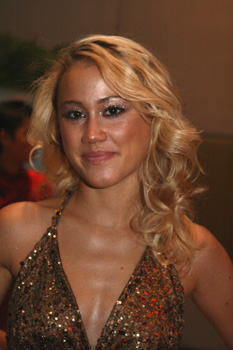
Jana Stojanovska, Miss Macedonia 2007.

Miss Macedonia (Мис на Македонија) è un concorso di bellezza nazionale per le donne non sposate della Macedonia, organizzato annualmente sin dal 2001 dall'agenzia di moda M * MISS Agency. Le vincitrici hanno la possibilità di rappresentare il proprio paese al concorso Miss Mondo.

## Albo d'oro
| Anno | Vincitrice           | Nome in lingua macedone |
| ---- | -------------------- | ----------------------- |
| 2001 | Sandra Spasovska     | Сандра Спасовска        |
| 2002 | Jasna Spasovska      | Јасна Спасовска         |
| 2003 | Maria Vasić          | Марија Васиќ            |
| 2004 | Sara Leshi           | Зара Леши               |
| 2005 | Milena Stanivuković  | Милена Станивуковиќ     |
| 2006 | Marija Vegova        | Марија Вегова           |
| 2007 | Jana Stojanovska     | Јана Стојановска        |
| 2008 | Suzana Al-Salkini    | Сузана Ал Салкини       |
| 2009 | Marijana Stanokovska | Маријана Станојковска   |
| 2010 | Stefani Borsova      | Стефани Борсова         |
| 2011 | Vesna Jakimovska     |                         |
| 2012 | Aneta Stojkoska      |                         |